# 中華民国維新政府

中華民国維新政府
中華民國維新政府

国の標語: 和平、建國国歌: 卿雲歌

中華民国維新政府（ちゅうかみんこくいしんせいふ）は、1938年3月28日に南京で成立し、江蘇省、浙江省、安徽省の三省と、南京及び上海の両直轄市を統括していた政権。
北洋軍閥系の要人であった梁鴻志が行政院院長として政権のトップにあった。日本の中支那派遣軍が日中戦争時に樹立した地方傀儡政権である。
国旗には、中華民国の旧国旗である五色旗が使用されていた。また、独自の通貨として華興商業銀行券（華興券）を発行し、支配地域で流通させた。

## 歴史
中華民国維新政府は1938年3月に華中の日本占領地域に親日政権として樹立された。形式的には南京に設立されたが、当面は上海で執務を行うことになった。実質的な統治領域は江蘇省、浙江省、安徽省の三省全体の約1割程度だった。
既に華北には中華民国臨時政府が成立しており（1937年12月14日樹立）、同政府に対しては日本が将来の中央政府とすると約束していたのに対し、中華民国維新政府について日本政府は1938年3月24日の閣議で「中支新政権」は「一地方政権」であり「北支臨時政府に合併統一」されるとしていた。1938年3月28日の維新政府成立宣言でも「臨時的ノモノ」と明言されている。
行政院長となった梁鴻志（当時54歳）は段祺瑞系の安福クラブの最高幹部であったが、段の失脚により天津で隠遁生活を送っていた。立法院長となった温宗尭（当時72歳）は唐紹儀の腹心だった人物で、1920年以降は上海で隠棲していた。
当初、中華民国維新政府は華北の臨時政府への吸収合併が予定されていた。しかし、1938年に汪兆銘が重慶を脱出し、1940年3月に汪兆銘政権が成立すると華中の中華民国維新政府と華北の中華民国臨時政府は汪兆銘政権に合流した。なお、華中の中華民国維新政府は汪政権に吸収されたが、華北の中華民国臨時政府は設立当初に将来の中央政府と約束されていたためか、合流後も華北政務委員会として実質的に存続した点で異なる。
梁鴻志は南京国民政府でも要職を歴任したが、戦後蔣介石に漢奸として捕らえられ1946年11月10日に死刑となった。

## 行政区画
維新政府は省、道、県の三級制を採用した。1938年5月28日、『省政府組織条例』を発布し省政府を維新政府の命令を受け省域を管轄する最高行政機関と定められ、また国民の自由を制限または負担の増加を行わない限り、維新政府の定める法令の範囲内で独自の立法権を付与されていた。また同年6月28日には『道組織条例』、『県組織条例』が、8月8日には『普通紙組織条例』を発布し南京及び上海に市政府を設立させた。
- 江蘇省:1938年4月5日に省政府設立準備を開始、4月9日に陳則民を省長に任命し、5月23日に蘇州において省政府が正式に成立した。
- 浙江省:1938年5月17日に省政府設立準備を開始、6月22日に杭州において省政府が正式に成立した。省長は汪瑞闓。
- 安徽省:1938年7月2日に省政府設立準備を開始、10月28日に蚌埠において省政府が正式に成立した。省長は倪道烺。
- 南京特別市:1938年4月1日に綏靖部長であった任援道が督弁南京市政を兼任、24日に南京市政督弁公署が成立した。1939年3月2日に南京特別市政府に改編された。
- 上海特別市:1938年4月1日に蘇錫文が督弁上海市政に任命され、上海市政督弁公署が成立した。同年10月14日に上海特別市政府に改編された。

## 政権人事
政府閣僚の多数は、北京政府で要職を占めていた官僚や国民政府で不遇を囲っていた政客であった。
| 人名   | 写真 | 官職         | 前職                                  | 備考                                                                                 |
| ------ | ---- | ------------ | ------------------------------------- | ------------------------------------------------------------------------------------ |
| 梁鴻志 |      | 行政院長     | 北京政府 臨時執政秘書長               | 1938年7月まで交通部長兼任                                                            |
| 温宗尭 |      | 立法院長     | 護法軍政府 総裁兼外交部長             | 1939年8月より 官吏懲戒委員会委員長兼任                                               |
| 陳群   |      | 内政部長     | 国民政府 首都警察庁庁長               |                                                                                      |
| 陳籙   |      | 外交部長     | 北京政府 外交総長代理                 | 1939年2月19日に暗殺 後任は廉隅→夏奇峯                                                |
| 陳錦濤 |      | 財政部長     | 北京政府財政総長・ 護法軍政府財政部長 |                                                                                      |
| 王子恵 |      | 実業部長     | 国民革命軍 第20軍副軍長 兼政治部主任  |                                                                                      |
| 江洪杰 |      | 交通部長     | 国民政府 駐日代理大使                 | 1938年7月就任                                                                        |
| 陳則民 |      | 教育部長     | 北京政府 大総統府顧問                 |                                                                                      |
| 任援道 |      | 綏靖部長     | 護法軍政府 北伐軍第4軍参謀長          | 綏靖部は、国民政府などからの投降者への対応や新規に占領した地域の治安を担当する部署。 |
| 許修直 |      | 司法行政部長 | 国民政府 内政部常務次長               |                                                                                      |
| 朱履龢 |      | 最高法院院長 | 国民政府 司法行政部政務次長           | 最高法院は1939年5月成立                                                              |
| 高冠吾 |      | 南京特別市長 | 国民革命軍第10軍副軍長 徐州警備司令   |                                                                                      |
| 傅筱庵 |      | 上海特別市長 | 中国通商銀行総経理・董事長            |                                                                                      |